# یواس‌اس فرسنو (سی‌ال-۱۲۱)
یواس‌اس فرسنو (سی‌ال-۱۲۱) (به انگلیسی: USS Fresno (CL-121)) یک کشتی بود که طول آن ۵۴۱ فوت ۶ اینچ (۱۶۵ متر) بود. این کشتی در سال ۱۹۴۶ ساخته شد.